# Flabellina bilas
Flabelline décorée
Espèce
Flabellina bilas, communément appelé la Flabelline décorée, est une espèce de nudibranches de la famille des Flabellinidés.

## Taxinomie
L'espèce Flabellina bilas est décrite par Terrence M. Gosliner (d) et Richard C. Willan (d) à partir d'un holotype conservé à la California Academy of Sciences de San Francisco. Ce spécimen a été trouvé en Papouasie-Nouvelle-Guinée, à proximité de Madang. L'épithète spécifique « bilas » vient du tok pisin (pidgin de Papouasie-Nouvelle-Guinée) et signifie « décoration ».

## Distribution et habitat
La flabelline décorée est présente dans la partie occidentale du bassin Indo-Pacifique, depuis la mer Rouge à l'ouest, jusqu'aux îles Marshall à l'est,. Elle vit sur des fonds rocheux ou sur des récifs coralliens à des profondeurs comprises entre 5 et 30 m.

## Description

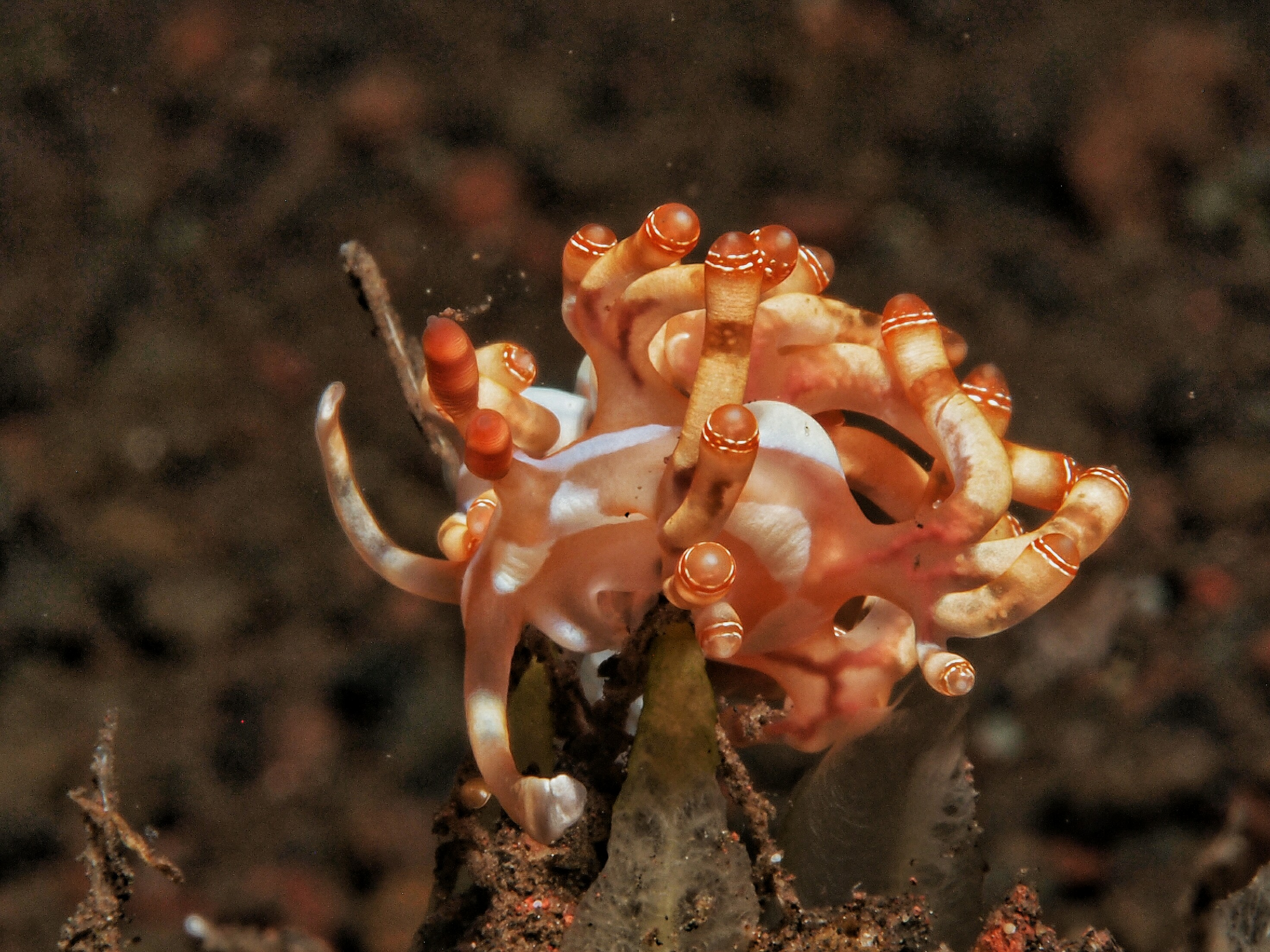
Un spécimen de flabelline décorée sur des fonds rocheux.

Ce nudibranche mesure entre 17 et environ 30 mm à l'âge adulte ; l'espèce atteint parfois une taille de 35 mm en prenant en compte les tentacules oraux,. Le corps est mince et allongé ; les tentacules oraux mesurent approximativement trois fois la taille des rhinophores. Le corps est blanc translucide, une teinte orangée est visible sur chaque côté de la tête ; les individus plus jeunes présentent une coloration moins vive. Les deux tentacules oraux portent une trace blanche et opaque ; plusieurs surfaces ovoïdes de la même coloration opaque sont présentes sur les côtés du corps. La surface dorsale est légèrement marron ou brunâtre ; les rhinophores et les cérates sont rosés ou brunâtres ; ces derniers s'achèvent par des anneaux rouges ou orangés. Les cérates sont regroupés en six à sept bouquets comportant chacun entre un et quatre cérates,.